# 對稱光面介
對稱光面介（学名：Xestoleberis symmetrica）为光面介科光面介屬下的一个种。